# Cryptotomus roseus
Cryptotomus roseus là loài cá biển duy nhất thuộc chi Cryptotomus trong họ Cá mó. Loài này được mô tả lần đầu tiên vào năm 1871.

## Từ nguyên
Từ định danh của chi được ghép bởi hai từ trong tiếng Hy Lạp cổ đại: kryptos (κρυπτός, "bí mật; kín đáo") và tomos (τόμος, "lát cắt"), hàm ý có lẽ đề cập đến hàng răng bên trong của cả hai hàm hợp nhất thành một phiến răng sắc.
Tính từ định danh của loài trong tiếng Latinh có nghĩa là "ửng hồng", hàm ý đề cập cơ thể có các vệt đốm và dải sọc màu hồng tím ở cá đực.

## Phạm vi phân bố và môi trường sống
C. roseus có phạm vi phân bố rộng rãi ở Tây Đại Tây Dương. Loài này được ghi nhận từ Bermuda và bang South Carolina (Hoa Kỳ) trải dài đến bang Florida và khắp vùng biển Caribe, bao gồm toàn bộ Antilles; ở phía nam, C. roseus được biết đến dọc theo bờ biển Brasil (xa nhất là đến bang Santa Catarina), bao gồm đảo san hô Rocas và quần đảo Fernando de Noronha ngoài khơi.
Môi trường sống phổ biến của C. roseus là các thảm cỏ biển và rong biển trên nền đáy cát hoặc san hô vụn, hoặc xung quanh những rạn san hô và mỏm đá ngầm, độ sâu đến ít nhất là 60 m.

## Mô tả
C. roseus có chiều dài cơ thể tối đa được biết đến là 13 cm (được xem là loài có kích thước nhỏ nhất trong họ Cá mó). C. roseus là loài dị hình giới tính và có thân mảnh.
Cá cái và cá con có màu nâu đỏ đến nâu tanin (trắng hơn ở dưới bụng), lốm đốm các chấm trắng, và thường có hai dải sọc trắng nhạt dọc hai bên đầu và thân. Cá đực có màu sắc sặc sỡ hơn: từ mõm dọc theo đỉnh đầu đến lưng có màu từ xanh lục đến xanh lam; vùng thân còn lại màu lục sáng (trắng hơn ở dưới bụng). Hai vạch màu hồng từ miệng băng lên mắt và lốm đốm những vệt hồng ở sau mắt, kéo dài thành một dải sọc ngang ở hai bên thân. Trên dải sọc hồng này có nhiều đốm xanh lục. Có hai vạch xiên cùng màu hồng ở trước và sau gốc vây ngực. Vây lưng màu đỏ hồng; vây đuôi phớt đỏ hoặc có màu vàng.
Số gai vây lưng: 9; Số tia vây ở vây lưng: 10; Số gai vây hậu môn: 3; Số tia vây ở vây hậu môn: 9; Số tia vây ở vây ngực: 13.

## Sinh thái học
Thức ăn của C. roseus trưởng thành là cỏ biển và tảo, nhưng cá con ăn chủ yếu những thủy sinh không xương sống ở đáy biển. Chúng có thể sống đơn độc hoặc hợp thành từng nhóm nhỏ. C. roseus vùi mình vào trong cát khi ngủ và tiết ra dịch nhầy bọc xung quanh cơ thể.
Là một loài lưỡng tính tiền nữ (cá cái có thể chuyển đổi giới tính thành cá đực), chiều dài mà C. roseus cái bắt đầu chuyển giới được ghi nhận là 5,75 cm.
C. roseus đôi khi cũng được thu thập cho việc buôn bán cá cảnh.